# Östra Värends Järnväg

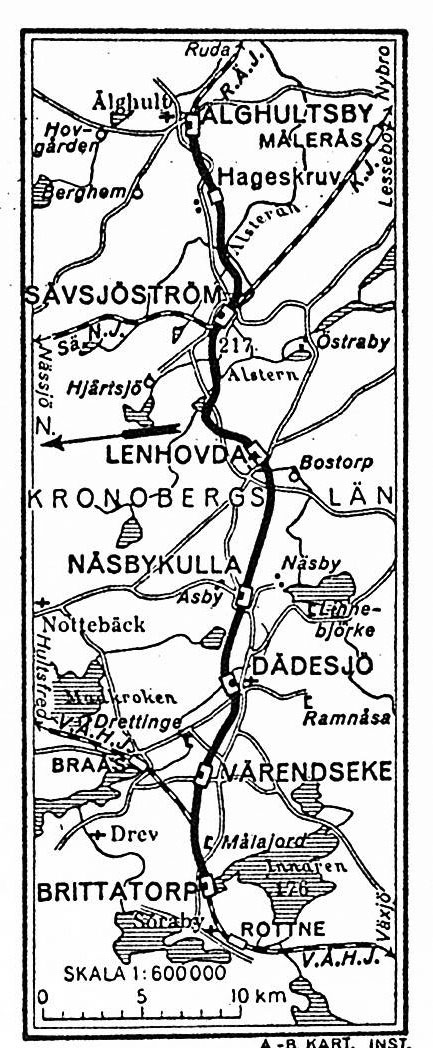
ÖVJ. Karta 1926.

Östra Värends Järnväg (ÖVJ) var en svensk 891 mm smalspårig järnväg som löpte mellan Brittatorp och Älghult  i Kronobergs län. Den var 42,4 km lång varav 3,8 km på Växjö-Åseda-Hultsfreds Järnväg (VÅHJ) som den anslöt till innan Brittatorp. I Älghult anslöt den till Ruda–Älghults Järnväg (RÄJ). Banan började anläggas 1917 och var fullbordad 1922. När Ruda–Älghults Järnväg anslöt 1923 gick det att frakta gods på smalspårsjärnvägar mellan Växjö och Oskarshamns hamn. 

## Historik

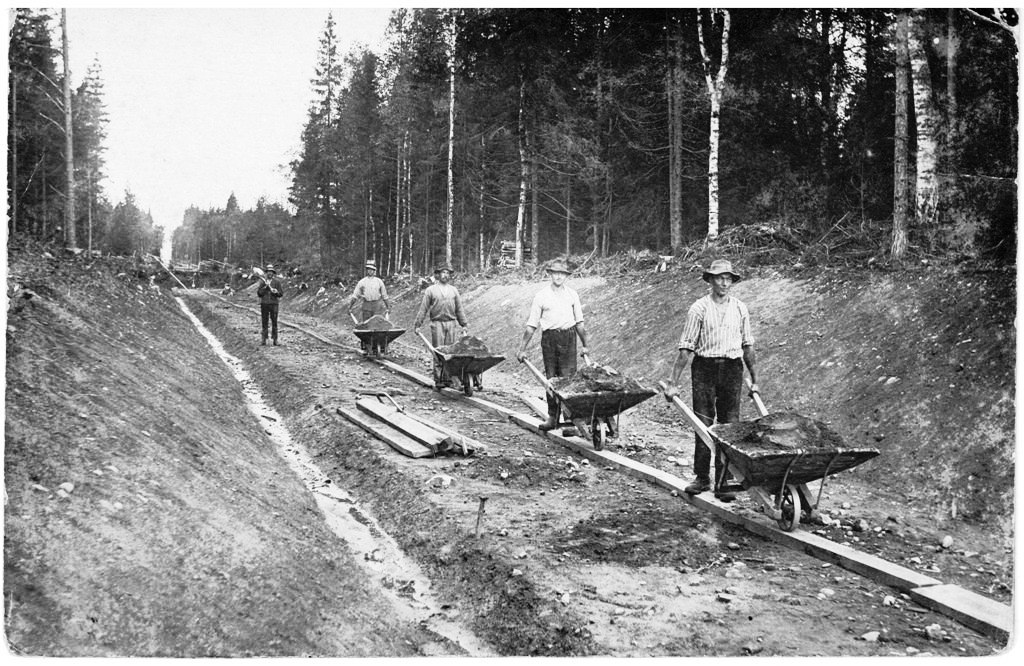
Byggandet av Östra Värends Järnväg

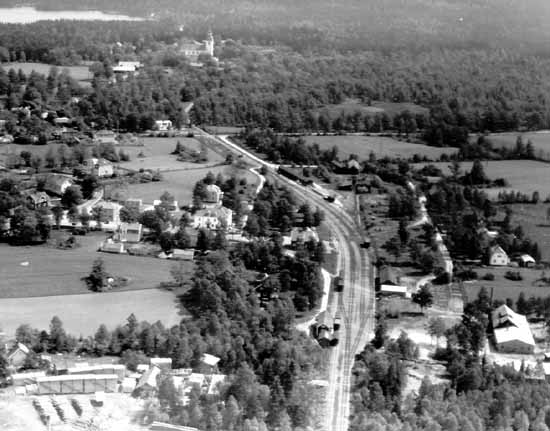
Älghultsby 1937. Spåret nedåt i bild går till Sävsjöström

Den första delsträckan som fick koncession var Brittatorp-Sävsjöström den 25 juni 1909 och den 1 juni 1912 blev koncessionen klar för Sävsjöström-Älghult. Östra Värends järnvägaktiebolag bildades den 8 november 1913. Första världskriget försenade järnvägen men 1916 var den färdigstakad och bygget kunde börja 1917. Avtal träffades med Växjö-Åseda-Hultsfreds Järnväg om att använda Brittatorps station och med Nybro-Sävsjöströms Järnväg (NSJ) om anslutning till Sävsjöström station och korsande av dess bana. Banan öppnade för allmän trafik den 9 december 1922. Bygget kostade 2,5 miljoner kronor och det finansierades av ett statslån på 1 miljon kronor och aktieteckning. Ekonomin var hela tiden ansträngd och redan 1931 försattes bolaget i konkurs men driften fortsatte i likvidationsbolaget. Riksgäldskontoret som största fordringsägaren köpte bolaget på exekutiv auktion 1933 och järnvägen arrenderades till Växjö-Åseda-Hultsfreds Järnväg som 1936 köpte den från staten och drev det som ett dotterbolag. Ekonomin för både Växjö-Åseda-Hultsfreds Järnväg och Östra Värends Järnväg fortsatte att vara dålig, 1941 köpte staten bolagen och införlivade driften i Statens Järnvägar (SJ). Hastigheten var 35 kilometer per timme som 1925 höjdes till 40 kilometer per timme.
Östra Värends Järnväg hyrde två tanklok från Växjö-Åseda-Hultsfreds Järnväg som Växjö-Åseda-Hultsfreds Järnväg hade köpt från den nerlagda Näs-Morshyttans Järnväg, en personvagn och elva godsvagnar. Det fanns lokstall och vändskivor i Brittatorp och Älghultsby. Östra Värends Järnväg ingick i Trafikförvaltningen Växjö Järnvägar från 1922.
SJ upphörde med persontrafiken och det mesta av godstrafiken den 29 september 1963. Kvar var godstrafiken mellan Lenhovda och Sävsjöström som upphörde 1 oktober 1983 i samband med att godstrafiken upphörde på den normalspåriga banan genom Sävsjöström. En del trafik förekom fram till 1967 till Kalmar Verkstad från smalspåren i norra Småland då banan började rivas mellan Sevedstorp och Lenhovda, följd av Sävsjöström - Älghult som revs färdigt 1969. Sträckan Lenhovda-Sävsjöström revs året efter nerläggningen.

## Nutid
Delar av banvallen har gjorts om till mindre vägar.  Eftersom järnvägen ursprungligen gick genom skogsmark, finns även övriga delar av banvallen kvar, om än i övervuxet skick.

## Källhänvisningar
1. 1 2 3 4  Historiskt om Svenska Järnvägar Östra Värends Järnväg
2. ↑  Historiskt om Svenska Järnvägar Bandelsregister 551 Älghult - Sevedstorp
3. ↑  BANVAKT.se Bandel nr 551 Arkiverad 29 oktober 2012 hämtat från the Wayback Machine.
4. ↑  ”Sveriges smalspåriga järnvägar”. 1943 års järnvägskommitte del III. Kommunikationsdepartimentet. sid. 18. http://weburn.kb.se/sou/210/urn-nbn-se-kb-digark-2098478.pdf. Läst 31 december 2012.
5. ↑  Järnvägshistoriskt Forum Sävsjöström år 2009